# تولدت مبارک (ترانه)
تولدت مبارک (به انگلیسی: Happy Birthday to You) یک آهنگ است که به‌طور سنتی به عنوان آواز جشن تولد و سالگرد تولد یک فرد نواخته یا خوانده می‌شود، در سال ۱۹۹۸ و با توجه به کتاب رکوردهای جهانی گینس آهنگ و ترانهٔ «تولدت مبارک» به‌عنوان شناخته‌شده‌ترین آهنگ در زبان انگلیسی و پس از «برای او یک دوست با نشاط خوب» قرار دارد. شعر پایهٔ این آهنگ حداقل به ۱۸ زبان دنیا ترجمه شده، ملودی تولد شما مبارک از آهنگ «صبح بخیر به همه» گرفته شده که به‌طور سنتی به خواهران آمریکایی پتی هیل و میلدرد جی. هیل در سال ۱۸۹۳ نسبت داده می‌شود. البته در مورد این ادعا که لحن ملودی از آنها است هنوز مناقشه وجود دارد.
تولدت مبارک پرخوانده‌شده‌ترین ترانه تاریخ است.
پتی هیل یک مدیر مهدکودک در لوییویل، کنتاکی بود که در آن زمان در حال توسعهٔ روش‌های مختلف تدریس در منطقه‌ای که امروزه به نام لیتل لوم‌هاوس می‌شناسیم بود، خواهرش میلدرد یک پیانیست و آهنگساز بود، خواهران میلدرد به سرعت کشف کردند که بچه‌های کوچک و جوان ترانهٔ «صبح بخیر به همه» را به سادگی می‌توانند بخوانند، ترکیبی از ملودی و شعر در تولدت مبارک اولین بار در چاپ سال ۱۹۱۲ دیده شد و احتمال داده می‌شود حتی پیش از آن هم وجود داشته.
در ابتدا هیچ‌کدام از ترانه‌های چاپ شدهٔ تولد شما مبارک شامل اعتبار یا حق تکثیر نبود، شرکت سامی در سال ۱۹۳۵ حق کپی‌رایت آن را به ثبت رساند که تألیف و تصنیف آن به پریستن وار اورن و خانم آر. آر فورمن نسبت داده می‌شود، در سال ۱۹۸۸ وارنر، چپل موزیک با پرداخت مبلغ ۲۵ میلیون دلار مالک کپی‌رایت موسیقی گردید، همچنین مبلغ ۵ میلیون دلار به ارزش تخمینی، بابت به ثبت رساندن نام «تولدت مبارک» برای این موسیقی پرداخت گردید. بر اساس ثبت کپی‌رایت اثر در سال ۱۹۳۵، وارنر مدعی شد تا سال ۲۰۳۰ حق مالکیت کپی رایت اثر در ایالات متحده منقضی نخواهد شد و اجراهای عمومی غیرمجاز از این آهنگ از لحاظ فنی غیرقانونی است مگر اینکه حق امتیاز را به وارنر پرداخت نمایند، در یک مورد خاص در فوریه سال ۲۰۱۰، کسب این حق امتیاز مشمول پرداخت مبلغی در حدود ۷۰۰ دلار گفته شده، بر اساس یک تخمین و برآورد، این آهنگ، دارای عنوان شنیده شده‌ترین تک‌آهنگ تاریخ می‌باشد، با درآمد تخمینی از زمان ایجادش که بالغ بر ۵۰ میلیون دلار می‌شود، در اتحادیه اروپا کپی رایت این آهنگ بعد از ۳۱ دسامبر ۲۰۱۶ به پایان می‌رسد.
وضعیت حق تکثیرِ تولدت مبارک در ایالات متحدهٔ آمریکا در اقدامی تلاش به جلب توجه بیشتر با اشاره به تصویب قانون کپی‌رایت مشمول بسط مدت مصوب ۲۷ اکتبر ۱۹۹۸ نمود، هنگامی که دیوان عالی ایالات متحده آمریکا مفاد قانون الدرد وی. اشکرافت را که متمم قانون کپی‌رایت مشمول بسط مدت بود را تأیید کرد، قاضی دستیار دیوان عالی ایالات متحده آمریکا، استیون برایر به‌طور اخص اشاره داشت که تولدت مبارک مخالف رأی او می‌باشد.

## متن ترانه

### تولد شما مبارک
تولدت مبارک
تولدت مبارک
تولدت مبارک، (جان نام شخص) عزیزم, 
تولدت مبارک.

### رسم و رسوم و عادت‌ها
این یک سنت است، در میان انگلیسی زبانان، که در یک جشن تولد، آهنگ «تولدت مبارک به شما» برای شخصی که تولدش است، توسط سایر مهمانان خوانده شود، همین‌طور بیشتر و به شکل خاص تولد یک شخص می‌تواند همراه با کیک تولد و شمع باشد، تعداد شمع‌ها معمولاً نشان‌دهندهٔ سن فرد می‌باشد، بعد از اینگه ترانه خوانده شد (که معمولاً فقط یک بار خوانده می‌شود) مهمانان پارتی و جشن گاهی آرزوهایی می‌کنند و گاهی حتی بیشتر از آن ابراز امیدواری می‌کنند که شخصی که تولدش است زندگی طولانی داشته و از آن لذت ببرد، ممکن است از فرد خواسته شود که آرزو را بیان کند و در سکوت و پس از آن قرار بر این است که شمع‌ها را فوت کند، به‌طور سنتی دمیدن بر شمع بیانگر این اعتقاد است که اطمینان حاصل شود که آرزوها برآورده خواهد شد، هنگامی که شمع‌ها خاموش شدند، مراسم می‌تواند با تحسین و تشویق مهمانان همراه باشد و پس از آن معمولاً کیک به سرعت سرو می‌شود، اغلب اوقات و طبق رسوم معمول، اولین قطعه از کیک متعلق به همان شخصی است که تولد او است.

## وضعیت حق تکثیر

### تاریخچهٔ ترانه

دامنهٔ عمومی آهنگ صبح بخیر به همه

ریشه‌های تولدت مبارک، حداقل به اواخر قرن نوزدهم بر می‌گردد، زمانی که دو خواهر به نام‌های پتی و میلدرد جی هیل ترانهٔ صبح بخیر به همه را ساختند و در مهدکودک پتی کنتاکی معرفی و اجرا گردید، یک سال بعد یعنی در سال ۱۸۹۳ آنها لحن و نغمهٔ این آهنگ و سایر آهنگ‌ها را در کتاب‌های شعر و داستانهای شعر مخصوص کودکان مهد به چاپ رساندند.
کمبرو مک‌لاود اظهار داشته که خواهران هیل احتمالاً علاقهٔ بسیاری به الگوگیری نغمه و ایده‌های تغزلی از ترانه‌های محبوب و مشابه آوازهای قرن نوزدهم داشته‌اند که به شکلی خودمانی برگردان کردند، از جمله آثار هورس واترز همانند، مبارک باد به همه، و شب بخیر به همهٔ شما مربوط به سال ۱۸۵۸، همین‌طور، سال نو مبارک برای همه، مربوط به سال ۱۸۷۵
این احتمال وجود دارد که معلمان و دانش‌آموزان خودشان دست به تغییر نسخهٔ منتشر شدهٔ صبح بخیر به همه زده باشند، احتمالاً برای جشن تولد در کلاس درس تنها اینکه اشعار را تغییر داده باشند و به تعبیری اقدام به یک اقتباس کرده باشند، با همهٔ این احوال، متن کامل تولد شما مبارک برای اولین بار و به صورت کامل در چهار خط پایانی کتاب شعر ادیث گودی‌یر آلگرس با نام تولد روی (روی نام شخص است) چاپ گردید.
کتاب در حقیقت یک کتاب الفبای کار و بازی است با مجوز کپی رایت دی.سی. هیث در ۱۹۰۱ بدون هیچ مرجعی برای کلمات بر روی آهنگ. اولین کتابی هم که ترانهٔ تولد شما مبارک را بر پایهٔ لحن صبح همهٔ شما بخیر تنظیم کرد چاپ سال ۱۹۱۱ می‌باشد در مقدماتی کارگر و کارش، ولی منابع موجود پیش از آن به یک آهنگ به نام تولد شما مبارک بر می‌گردد که درون یک مقالهٔ داخلی مربوط به سال ۱۹۰۱ به نام ژورنال مربی و مدرسهٔ ایندیانا چاپ شده بود.

## آثار ذکر شده
- Brauneis, Robert (2010). "Copyright and the World's Most Popular Song". GWU Legal Studies Research Paper No. 1111624. SSRN 1111624.
- "Rupa Marya, et al. v. Warner/Chappell Music, Inc. , et al" (PDF). United States District Court for the Central District of California. September 22, 2015. Case Number CV-13-4460-GHK. Retrieved September 22, 2015.